# Calle González del Valle
La calle González del Valle es una vía pública de la ciudad española de Oviedo.

## Descripción
La vía, abierta a finales del XIX, discurre desde la calle Uría hasta General Yagüe, con cruce a medio camino con Marqués de Pidal. Con el nombre honra a Anselmo González del Valle y González-Carvajal (1852-1911), compositor y pianista de origen ovetense pero nacido en Cuba, y a su hijo, del mismo nombre, que se encargó de la urbanización del terreno de la ciudad sobre el que se abrió la calle. Aparece descrita en El libro de Oviedo (1887) de Fermín Canella y Secades con las siguientes palabras:

González del Valle.—Nueva calle en el terreno urbanizado por D. Anselmo González del Valle y Carvajal, llamado á ser una de las partes más bellas y agradables del moderno Oviedo. Lleva su actual nombre por acuerdo municipal de 1887 en memoria del Sr. D. Anselmo González del Valle, natural de Oviedo, protector de los asturianos en la Isla de Cuba, favorecedor de nuestra Universidad y en consideración á su mencionado hijo don Anselmo, urbanizador de aquellos terrenos, donde abrió trescalles, que generosamente cedió al municipio, haciéndose á su costa las aceras y alcantarillas, y que con esta y otras obras dió gran impulso á la edificación en la capital.—Ent.: Uría.—Conc.: Pidal.
(Canella y Secades, 1887, p. 113)